# أتسوشي أوكوبو
أتسوشي أوكوبو (大久保篤 أوكوبو أتسوشي) هو مانغاكا ياباني ولد في 20 سبتمبر 1979.

## أعماله

### سلسلات مانغا
- بي إيتشي
- سول إيتر
- سول إيتر نوت!
- فريق الإطفاء الناري

## وصلات خارجية
- أتسوشي أوكوبو على موقع IMDb (الإنجليزية)
- أتسوشي أوكوبو على موقع ميتاكريتيك (الإنجليزية)
- أتسوشي أوكوبو على موقع ألو سيني (الفرنسية)
- أتسوشي أوكوبو على موقع ميوزك برينز (الإنجليزية)
- أتسوشي أوكوبو على موقع قاعدة بيانات الفيلم (الإنجليزية)
- أتسوشي أوكوبو على موقع كينوبويسك (الروسية)
- أتسوشي أوكوبو على موقع ANN person (الإنجليزية)